# Wyspa Ratmanowa
Wyspa Ratmanowa (Duża Diomeda; ros. остров Ратманова) – należąca do Rosji jedna z dwóch Wysp Diomedesa położona w Cieśninie Beringa. Nazwana na cześć oficera marynarki Makara Ratmanowa.

## Historia
Wyspa Ratmanowa leży około 4 km od Little Diomede Island, drugiej z Wysp Diomedesa. Podobnie jak i ona, po raz pierwszy została odkryta dla Europy przez Vitusa Beringa 16 sierpnia 1728. Do okresu zimnej wojny wyspę zamieszkiwały dwie społeczności Inuitów posługujących się językiem inupiak. Na północnym końcu wyspy znajdowała się osada Kunga, opuszczona wraz z końcem XIX wieku, prawdopodobnie w wyniku głodu. W południowo-zachodniej części wyspy leżała osada Imaqthliq. Jej mieszkańców w 1948 przeniesiono na kontynent do Naukan, a w 1958 do większych miast Czukockiego Okręgu Autonomicznego. W 1948 na Dużej Diomedzie żyło nie więcej niż 20 Inuitów; według wspomnień najstarszych mieszkańców Little Diomede, Kunga pozostawała niezamieszkana. Do 2001 na wyspie funkcjonowała placówka wojskowa z dwudziestoosobową załogą. Obecnie na wyspie znajduje się rosyjska stacja pogodowa, brak stałych mieszkańców.

## Ostoja ptaków
Od 2004 BirdLife International uznaje wyspę za ostoję ptaków IBA. Wymienia trzy gatunki, które zaważyły na tej decyzji; są to nurniczek krasnodzioby (Aethia psittacula), nurniczek czubaty (A. cristatella) oraz nurniczek malutki (A. pusilla).